# Красноярский троллейбус
Красноярский троллейбус — система троллейбусного транспорта города Красноярска. Эксплуатация открыта 5 ноября 1959 года. Строительство троллейбусной линии в Красноярске началось 16 июня 1956 года.

## Официальная организация
Эксплуатацию троллейбусной сети осуществляет Управление МП «Городской транспорт». Адрес предприятия: 660093, улица Вавилова, 2.
- Троллейбусные депо г. Красноярска:
  - Троллейбусное депо №1, ул. Березина, 1 — обслуживаются маршруты № 5, 6, 15 (ранее обслуживались маршруты № Э1 - маршрут электробуса, 2, 7, 8, 9, 9а, 10, 11, 11а, 12, 14, 17, 21).
  - Троллейбусное депо №2, Телевизорный пер., 3 — обслуживаются маршруты № Э1 (маршрут электробуса), 4, 5, 13, 15 (ранее обслуживались маршруты № 1, 3, 5, 6, 16, 18, 19, 22)[1]. Введено в эксплуатацию 29 июня 2024 года.

## История
В 1959 году было построено троллейбусное депо № 1,  и 5 ноября 1959 года было пущено движение по двум троллейбусным маршрутам:
№1 Железнодорожный вокзал — пр-т Сталина — ул. Просвещения (Старобазарная площадь, ныне площадь Мира) протяжённостью 4,3 км и № 2 Железнодорожный вокзал — пр-т Сталина — Аэропорт протяжённостью 7,1 км. Первоначально троллейбусы ходили по проспекту им. Сталина (ныне проспект Мира).
В 1960 году был открыт маршрут №3 «Красная площадь — Комсомольский городок», в 1962 году троллейбусы объединили Комсомольский и Студенческий городки, немного позже вагоны пошли по четвёртому маршруту до кирпичного завода на улице Калинина. Работали вагоны МТБ-82Д.
С 1960-х годов в Красноярске стали эксплуатироваться ЗиУ-5, в первой половине 1970-х — троллейбусы ЗиУ-682Б, позднее ЗиУ-10 (ЗиУ-683), последующие модификации.
В 1980 году в Октябрьском районе было введено в эксплуатацию троллейбусное депо №2 на сто пятьдесят машин. Маршруты начали продлевать до Северо-Западного района.
В 1986 году троллейбус впервые был пущен на правый берег Красноярска, до площади Котельникова, где находится Сибирский аэрокосмический университет. За всё время работы этого направления по нему ходил только один маршрут №12, схема движения которого претерпевала неоднократные изменения.
В 1994 году, после демонтажа трамвайной инфраструктуры на участке до Театра оперы и балета, взамен были анонсированы запуски троллейбусных маршрутов, соединяющих, через Коммунальный мост, левый и правый берег. Сначала, 3 ноября 1994 года был пущен маршрут №16 от Предмостной площади до Железнодорожного вокзала, а затем №17 от ХМЗ до Междугороднего автовокзала.
В промежуток между 1997 и 1999 годами маршрут №12 был закрыт, до демонтажа сети на правом берегу в 2010 году и в 2014 году на Октябрьском мосту попыток перезапуска маршрута не было. 
В 2003 году маршрут №3 «БСМП — Спортзал» был сокращён до конечной остановки «Железнодорожный вокзал». 
1 июня 2007 года маршрут №2 «Железнодорожный вокзал — Междугородный автовокзал» закрыт в связи с очень большим количеством дублирующего транспорта.
Также в период между 2007 и 2008 годами были отменены такие маршруты как: №3 «БСМП — Железнодорожный вокзал», №15 «Госуниверситет — Железнодорожный вокзал», №16 «Железнодорожный вокзал — ХМЗ», №17 «Междугородный автовокзал — ХМЗ».
В 2008 году с 1 июля по 1 декабря маршрут №6 «Ветлужанка — Железнодорожный вокзал» временно продлевался через центр до улицы Сурикова.
1 января 2010 года маршрут №6 «Железнодорожный вокзал — Ветлужанка» закрыт в связи с нерентабельностью.
С 1 января 2011 года маршрут №11а «Междугородный автовокзал — Спортзал» работает только в будние дни.
В декабре 2012 года были совершены подготовительные работы к возвращению в эксплуатацию линии на Госуниверситет(СФУ) для запуска маршрута №15 «Госуниверситет — Спортзал». Был восстановлен узел на пересечении Свободного проспекта и улицы Михаила Годенко, кольцо на конечной Госуниверситет(Сопка) при этом восстановлено не было. Для перезапуска маршрута №15 были закуплены 20 машин БКМ-321 с автономным ходом около 500 метров, который должен был помочь преодолеть троллейбусам отсутствующее кольцо на конечной. Однако неоднократные обкатки показали что машины нежизнеспособны при подъёме в гору под контактной сетью, а троллейбусы ЗиУ-682 не могли развернуться на конечной из-за отсутствия кольца. Было принято решение сократить маршрут до конечной остановки «БСМП», отложив вопрос с кольцом до лета 2012 года. 10 февраля 2012 года был открыт маршрут №15 «БСМП — Спортзал», образуя ранее существовавший маршрут №3, при этом со следованием по ул. Копылова вместо Свободного проспекта. Кольцо на конечной так и не было построено из-за низко висящей линии электропередач, временный маршрут остался постоянным.
1 января 2013 года маршрут №8 «Студенческий городок — Северный» был сокращён до конечной остановки «Железнодорожный вокзал», образуя при этом маршрут №8 «Железнодорожный вокзал — Северный».
По данным на конец июня 2014 года в Красноярске осталось 147,5 км контактной сети, количество транспортных единиц — 77 троллейбусов.
2 августа 2013 года во второй половине дня движение троллейбусов по маршруту №5 «Железнодорожный вокзал — Свободный пр. — Студенческий городок» было приостановлено, в связи с обрушением подпорной стены на путепроводе над Свободным проспектом. Оперативно, 3 августа маршрут №5 был перенесён на улицу Копылова, образуя маршрут №5 «Железнодорожный вокзал — ул. Копылова — Студенческий городок».
25 мая 2015 года маршрут №5 «Железнодорожный вокзал — ул. Копылова — Студенческий городок» закрыт в связи с низким пассажиропотоком.
1 января 2016 года маршруты №11 «Междугородный автовокзал — КрАЗ» и №11а «Междугородный автовокзал — Спортзал» закрыты в связи с нерентабельностью.
В марте 2016 года проведён демонтаж контактной сети на коммунальном мосту, а также части прилегающих к нему участков на улицах Матросова и Сурикова.
1 сентября 2016 года движение по маршруту №5 «Железнодорожный вокзал — Свободный пр. — Студенческий городок» было восстановлено после реконструкции и ремонта Свободного проспекта.
С 20 октября 2017 года в связи со строительством подземного перехода на остановке «ул. Луначарского (ул. Киренского)» маршрут №5 снова перенесён на ул. Копылова по трассе «Железнодорожный вокзал — Свободный пр. — Студенческий городок».
В мае 2018 года закрыто троллейбусное депо №2 для нужд Универсиады-2019. С территории бывшего депо была вырвана вся контактная сеть, выкорчеваны практически все опоры для контактной сети и выброшено всё оборудование. Было обещано, что депо откроется летом 2019 году, однако этого так и не произошло. Территория могла достаться полиции или Росгвардии, но, к счастью, этого не произошло.
В августе 2018 года, в связи с ремонтом дороги демонтирована контактная сеть в районе ул. Копылова, а также маршрут №15 «БСМП — Спортзал» был временно приостановлен.

В январе 2020 года, контактная сеть на ул. Копылова была восстановлена.
С 01 января 2020 года маршрут №8 «Железнодорожный вокзал — Северный» был сокращен до конечной остановки «Междугородный автовокзал».
С марта по апрель 2020 года восстановлена контактная сеть на повороте в микрорайон «Ветлужанка» и кольцо на конечной «ОАО «РусАл»» для запуска магистрального маршрута №15 «Микрорайон «Ветлужанка» — ОАО «Русал»».
Летом 2020 года смонтирована контактная сеть по улице Шумяцкого и Светлогорской улице до конечной остановки «Станция «Красноярск-Северный»».
С 01 сентября 2020 года запущены два магистральных троллейбусных маршрута: №5 «Студенческий городок — станция «Красноярск-Северный»», путём объединения схем маршрутов № 5 и 8 с продлением до станции «Красноярск-Северный») и №15 «5-й микрорайон (мкрн. «Ветлужанка») — ОАО «РусАл».
С 18 декабря 2020 года маршрут 15 продлили до конечной остановки «Сельхозкомплекс» в микрорайоне «Ветлужанка».
С 19 апреля 2021 года запущен новый маршрут №6 «Железнодорожный вокзал — улица Матросова — Предмостная площадь». Маршрут следует через Коммунальный мост и правый берег на автономном ходу. Для этого по программе БКАД были приобретены 24 троллейбуса модели ВМЗ-5298.01 «Авангард».
4 сентября 2021 года маршрут №6 был продлён по Семафорной ул. до Судостроительной ул., где делает разворот на Ярыгинском проезде и едет далее по Семафорной ул.. По идее администрации города, таким способом троллейбусный маршрут №6 «Железнодорожный вокзал — Судостроительная улица — Микрорайон «Утиный плёс»» заменил автобусный маршрут №36 «Железнодорожная больница — ЛДК».
C 11 февраля 2023 года возвращено движение к Сибирскому Федеральному Университету маршрутом №5 продлённым до конечной остановки «Эко-парк «Гремячая грива»».
18 февраля 2023 года начат монтаж контактной сети на Коммунальном мосту от остановки Театр оперы и балета до остановки Улица Матросова.
8 апреля 2023 года завершён монтаж контактной сети на Коммунальном мосту. Смонтировано 2 километра 80 метров сети.
В июле 2023 года начаты работы по возвращению в эксплуатацию троллейбусного депо №2, открытие планируется до конца 2023 года. В конце 2023 года сроки были перенесены на июнь 2024 года.
17 февраля 2024 года был запущен маршрут электробуса №Э1 «микрорайон «Тихие Зори» — станция «Красноярск-Северный»». До этого, с 19 января 2024 года по 16 февраля 2024 года - электробусы курсировали (в рамках тестирования и обкатки) по троллейбусному маршруту №6 «Студенческий городок — микрорайон «Утиный плёс»».
29 июня 2024 года троллейбусное депо №2 было вновь введено в эксплуатацию.
С 10 августа 2024 года была закрыта часть улицы Карла Маркса для строительства метротрамвая. Все маршруты, проходящие через ул. Карла Маркса, были перенесены на проспект Мира, с проездом через ул. Робеспьера и ул. Сурикова. Маршрут №7 был временно закрыт.
С 23 сентября 2024 года по 30 сентября 2024 года был запущен временный троллейбусный маршрут «Академия Биатлона — микрорайон «Солнечный»» для электробусов "Генерал". Данный маршрут был бесплатный.

## Маршрутная сеть
Протяжённость контактной сети троллейбуса – 136,7 км. По состоянию на декабрь 2024 года в городе на линии выходит 112 троллейбусов и 20 электробусов, которые обслуживают 6 маршрутов.

### Действующие маршруты
- 4.   Железнодорожный вокзал — Северо-Западный район (кольцевой)

Путь следования: улица братьев Абалаковых — Красная площадь — улица Робеспьера — улица Маерчака — улица Калинина — улица Тотмина —  Высотная улица — Свободный проспект  — улица Маерчака — улица Профсоюзов — улица братьев Абалаковых
- 5.  Эко-парк «Гремячая грива» — станция «Красноярск-Северный»

Путь следования:  Сибирский Федеральный Университет — проспект Свободный — улица Маерчака — Красная площадь —  улица Робеспьера — проспект Мира (обратно по улице Ленина) — улица Сурикова —  улица Ефима Белинского — улица Партизана Железняка —  Краснодарская улица — Комсомольский проспект — улица 9 Мая
- 6. Студенческий городок — микрорайон «Утиный плёс» (кольцевой)

Путь следования: улица Киренского  — улица Копылова — Красная площадь — улица Робеспьера — проспект Мира — улица Кирова — улица Карла Маркса — улица Вейнбаума — Коммунальный мост — Предмостная площадь — улица Матросова — Семафорная улица — Судостроительная улица — Семафорная улица — улица Матросова — Предмостная площадь — Коммунальный мост — улица Вейнбаума — улица Сурикова — улица Ленина — улица Копылова — улица Киренского
- 13.  Железнодорожный вокзал — Северо-Западный район (кольцевой)

Путь следования: улица братьев Абалаковых — Красная площадь — улица Робеспьера — улица Копылова — улица Михаила Годенко — Высотная улица — улица Тотмина — улица Калинина — улица Маерчака — улица Профсоюзов — улица братьев Абалаковых
- 15.  Сельхозкомплекс — ОАО «РУСАЛ»

Путь следования: улица Чернышёва — улица Гусарова — улица Мирошниченко — улица Елены Стасовой — Высотная улица — улица Михаила Годенко — улица Копылова — улица Профсоюзов (обратно ул. Робеспьера) — Красная площадь — улица Робеспьера — проспект Мира (обратно по улице Ленина) — улица Сурикова — улица Ефима Белинского — улица Партизана Железняка — проспект Металлургов — улица Тельмана — проспект Металлургов — улица Пограничников 
- Э1.  микрорайон «Тихие Зори» — станция «Красноярск-Северный»[3]

Путь следования: ул. Лесников — Николаевский мост — ул. Свердловская — ул. А. Матросова — пр˗т им. газеты «Красноярский рабочий» — ул. Корнетова — ул. Московская — ул. Мичурина — Октябрьский мост — ул. Авиаторов — ул. 9 Мая — ул. Шумяцкого — ул. Светлогорская

### Закрытые маршруты
- № 1. Студгородок — Аэропорт

Путь следования: ул. Киренского — ул. Профсоюзов (обратно ул. Робеспьера) — Красная площадь — ул. Маркса (обратно ул. Ленина) — ул. Белинского — ул. Партизана Железняка  — ул. Аэровокзальная
- № 1. Студгородок — 10-й микрорайон

Путь следования: ул. Киренского — ул. Профсоюзов (обратно ул. Робеспьера) — Красная площадь — ул. Маркса (обратно ул. Ленина) — ул. Белинского — ул. Партизана Железняка  — ул. Краснодарская — ул. Воронова
- № 2. Железнодорожный вокзал — Автовокзал «Северный»

Путь следования: Красная площадь — ул. Маркса (обратно ул. Ленина) — ул. Ефима Белинского — ул. Партизана Железняка —  Аэровокзальная улица.
(Изначально, в 1960 - 80х годах маршрут назывался "Железнодорожный вокзал — Аэропорт"; на месте автовокзала в те времена находился аэропорт "Красноярск", маршрут следовал по Игарской улице).
- № 3. Красная площадь — Комсомольский городок

Путь следования: Красная площадь — ул. Робеспьера — ул. Маерчака — Свободный проспект — Лесопарковая улица — БСМП — ул. Забобонова — ул. Курчатова — Высотная улица — пр. Свободный — ул. Маерчака — ул. Робеспьера
- № 3. Красная площадь — БСМП

Путь следования: Красная площадь — ул. Робеспьера — ул. Маерчака — Свободный проспект — Лесопарковая улица — БСМП — ул. Забобонова — ул. Курчатова — Высотная улица — пр. Свободный — ул. Маерчака — ул. Робеспьера
- № 3. Речной вокзал — БСМП

Путь следования: ул. Парижской Коммуны — ул. Ленина (обратно ул. Карла Маркса) — ул. Робеспьера (обратно ул. Профсоюзов — Красная площадь) — ул. Маерчака — пр. Свободный (ул. Лесопарковая — БСМП — ул. Забобонова — ул. Курчатова)
- № 3. Спортзал — БСМП

Путь следования: ул. Новгородская — ул. Тельмана — ул. Партизана Железняка — ул. Белинского — ул. Соревнований (Игарская) — ул. Сурикова — пр. Мира — ул. Робеспьера (обратно ул. Профсоюзов — Красная площадь) — ул. Маерчака — пр. Свободный (ул. Лесопарковая — БСМП — ул. Забобонова — ул. Крупской — ул. Высотная).
- № 3. Железнодорожный вокзал — БСМП

Путь следования: Красная площадь — ул. Робеспьера — ул. Маерчака — пр.Свободный — ул. Лесопарковая — БСМП — ул. Забобонова — ул. Крупской — ул. Высотная — пр. Свободный — ул. Маерчака — ул. Профсоюзов
- № 4. Красная площадь — Кирпичный завод

Путь следования: Красная площадь — улица Робеспьера — улица Маерчака
- № 4. Железнодорожный вокзал — Северо-Западный район

Путь следования: Красная площадь — улица Робеспьера — улица Маерчака — улица Калинина
- № 6. Северо-Западный район — Железнодорожный вокзал

Путь следования: ул. Тотмина — ул. Высотная — пр. Свободный — ул. Маерчака — ул. Профсоюзов (обратно ул. Робеспьера) — Красная площадь — ул. Братьев Абалаковых
- № 6. Северо-Западный район — Аэропорт

Путь следования: ул. Тотмина — ул. Высотная — пр. Свободный — ул. Маерчака — ул. Профсоюзов (обратно ул. Робеспьера) — ул. Карла Маркса (обратно ул. Ленина) — ул. Белинского — ул. Партизана Железняка  — ул. Аэровокзальная
- № 6. Ветлужанка — Аэропорт

Путь следования: ул. Мирошниченко — ул. Гусарова — ул. Высотная — пр. Свободный — ул. Маерчака — ул. Профсоюзов — ул. Карла Маркса (обратно ул. Ленина) — ул. Белинского — ул. Партизана Железняка  — ул. Аэровокзальная
- № 6. Ветлужанка — Речной Вокзал

Путь следования: ул. Мирошниченко — ул. Гусарова — ул. Высотная — пр. Свободный — ул. Маерчака — ул. Профсоюзов — ул. Карла Маркса (обратно ул. Ленина) — ул. Парижской Коммуны
- № 6. Ветлужанка — ХМЗ

Путь следования: ул. Мирошниченко — ул. Гусарова — ул. Высотная — пр. Свободный — ул. Маерчака — ул. Профсоюзов — Красная площадь - ул. Маркса (обратно ул. Ленина) — ул. Вейнбаума — Коммунальный мост — Предмостная площадь — ул. Матросова
- № 6. Ветлужанка — ул.Сурикова

Путь следования: ул. Мирошниченко — ул. Гусарова — ул. Высотная —  Свободный проспект — ул. Маерчака — ул. Профсоюзов — ул. Карла Маркса (обратно ул. Ленина) — ул. Сурикова
- № 6. Ветлужанка — Железнодорожный вокзал (закрыт с 01.01.2010 г. в связи с нерентабельностью)

Путь следования: ул. Мирошниченко — ул. Гусарова — Высотная улица — Свободный проспект — ул. Маерчака — ул. Профсоюзов — Железнодорожный вокзал
- № 7. Железнодорожный вокзал - Спортзал

Путь следования: улица братьев Абалаковых — Красная площадь — улица Карла Маркса (обратно улица Ленина) — улица Ефима Белинского — улица Партизана Железняка — проспект Металлургов — улица Тельмана —  Новгородская улица (закрыт с 10.08.2024 г. в связи с закрытием улицы Карла Маркса для строительства метротрамвая)
- № 8. Студгородок — Речной вокзал

Путь следования: ул. Киренского — ул. Копылова — ул. Профсоюзов (обратно ул. Робеспьера) — Красная площадь — ул. Маркса (обратно ул. Ленина) — ул. Парижской Коммуны
- № 8. Северо-Западный район — Речной вокзал

Путь следования: ул. Тотмина —  Высотная улица —  Октябрьский проспект — ул. Копылова — ул. Профсоюзов (обратно ул. Робеспьера) — Красная площадь — ул. Маркса (обратно ул. Ленина) — ул. Парижской Коммуны
- № 8. БСМП — Оперный Театр

Путь следования: ул. Забобонова — ул. Крупской — ул. Высотная —  Свободный проспект — ул. Маерчака — ул. Профсоюзов — Красная площадь — ул. К.Маркса — ул. Вейнбаума — ул. Бограда — ул. Перенсона — ул. К.Маркса — ул. Сурикова — ул. Ленина — ул. Робеспьера  — ул. Маерчака — Свободный проспект — Лесопарковая улица
- № 8. Северо-Западный район — Железнодорожный вокзал

Путь следования: ул. Тотмина — ул. Высотная — пр. Свободный — ул. Маерчака — ул. Профсоюзов (обратно ул. Робеспьера) — ул. Братьев Абалаковых
- № 8. Студгородок — Северный (экспериментальный)

Путь следования: ул. Киренского — ул. Копылова — ул. Профсоюзов — Красная площадь — ул. Робеспьера — пр.Мира — ул.Сурикова - ул. Игарская — ул. Партизана Железняка — ул. Краснодарская — Комсомольский проспект — ул. 9 Мая — Комсомольский проспект — ул. Краснодарская — ул. Партизана Железняка —  ул. Игарская — ул.Сурикова — ул. Ленина — ул. Диктатуры Пролетариата — пр. Мира — ул. Робеспьера — ул.Копылова — ул.Киренского
- № 8.   Междугородный автовокзал — Северный

Путь следования: ул. Аэровокзальная — ул. Партизана Железняка —  Краснодарская ул. — Комсомольский проспект — ул. 9 Мая (интервал движения в рабочие дни 11-18 мин., в выходные дни 23-27 мин.)
- № 9. Спортзал — КрАЗ

Путь следования: ул. Новгородская — ул. Тельмана — пр. Металлургов — ул. Пограничников (закрыт в связи с низким пассажиропотоком.
- № 9а. Спортзал — пос. Индустриальный

Путь следования: ул. Новгородская — ул. Тельмана — пр. Металлургов — ул. Пограничников — КрАЗ — ул. Кразовская — Переезд (Существовал в 1970-80-х годах, на линию выходил 1 троллейбус в "час пик".)
- № 10. Спортзал — Котельная КрАЗа

Путь следования: ул. Новгородская — ул. Тельмана — пр. Металлургов — ул. Пограничников — Котельная КрАЗа (ТЭЦ-3)
(Существовал в 1970-80-х годах, на линию выходил 1 троллейбус в "час пик".)
- № 10.Северный — КрАЗ

Путь следования: ул.им.9 Мая — пр. Комсомольский — ул. Воронова — 10-й микрорайон — пр. Металлургов — ул. Пограничников
- № 11. музей им.Сурикова — КрАЗ (существовал в 80-х годах)

Путь следования: ул. Сурикова — ул. Маркса (обратно ул. Ленина) — ул. Белинского — ул. Партизана Железняка — пр. Металлургов — ул. Пограничников
- № 11. ЦУМ — КрАЗ (существовал в конце 90-х годов)

Путь следования: ул. Диктатуры Пролетариата — ул. Карла Маркса (обратно ул. Ленина) — ул. Белинского —  ул. Партизана Железняка — пр. Металлургов — ул. Пограничников
- № 11. Междугородный автовокзал — КрАЗ (существовал в 90-х годах)

Путь следования: ул. Аэровокзальная — ул. Партизана Железняка — пр. Металлургов — ул. Пограничников
- № 11. Междугородный автовокзал — 10-й микрорайон — КрАЗ (закрыт 01.01.16г.)

Путь следования: ул. Аэровокзальная — ул. Партизана Железняка — ул. Краснодарская — ул. Воронова — проспект Металлургов — ул. Пограничников (интервал движения 14-23 мин.)
- № 11а. Железнодорожный вокзал — Молодежная

Путь следования: Красная площадь — ул. Маркса (обратно ул. Ленина) — ул. Белинского — ул. Партизана Железняка — пр. Металлургов — ул. Краснодарская — ул. Воронова
- № 11а. Железнодорожный вокзал — 10-й микрорайон — КрАЗ

Путь следования: Красная площадь — ул. Маркса (обратно ул. Ленина) — ул. Белинского — ул. Партизана Железняка — пр. Металлургов — ул. Краснодарская — ул. Воронова — пр. Металлургов — ул.Пограничников
- № 11а. Междугородный автовокзал — 10-й микрорайон — Спортзал (закрыт 01.01.16г.)

Путь следования: ул. Аэровокзальная — ул. Партизана Железняка — ул. Краснодарская — ул. Воронова — проспект Металлургов — ул. Тельмана — ул.Новгородская (интервал движения 18-34 мин)
- № 12. Аэропорт — пл.Котельникова — Спортзал — Аэропорт

Путь следования: ул.Аэровокзальная — ул. Партизана Железняка — Октябрьский мост — Сибирский пер. — ул. Корнетова — ул.Волгоградская — ул.Чайковского — ул. Крайняя — Октябрьский мост — пр. Металлургов — ул. Тельмана — ул. Новгородская — ул. Тельмана — пр. Металлургов — ул. Партизана Железняка — ул. Аэровокзальная
- № 12. КрАЗ — пл.Котельникова

Путь следования: ул.Пограничников — пр. Металлургов — ул. Воронова — ул.Краснодарская — ул. Партизана Железняка — Октябрьский мост — Сибирский пер. — ул. Корнетова — ул.Волгоградская — ул.Чайковского — ул. Крайняя — Октябрьский мост — ул. Партизана Железняка — ул.Краснодарская — ул. Воронова — пр. Металлургов — ул.Пограничников
- № 12. Железнодорожный вокзал — 10-й микрорайон

Путь следования: Красная площадь — ул. Маркса (обратно ул. Ленина) — ул. Белинского — ул. Партизана Железняка — пр. Металлургов — ул. Краснодарская — ул. Воронова
- № 12. Северный — ул. Волгоградская

Путь следования: ул. 9 Мая — пр. Комсомольский — ул.Краснодарская — ул. Партизана Железняка — Октябрьский мост — Сибирский переулок — ул. Корнетова — ул. Волгоградская — ул. Мичурина — Октябрьский мост — ул. Партизана Железняка — ул. Краснодарская — пр.Комсомольский — ул. 9 Мая
- № 13. Железнодорожный вокзал — Северо-Западный район

Путь следования: ул.Б.Абалаковых — ул. Робеспьера (обратно ул.Профсоюзов) — ул. Копылова — по.Октябрьский — ул. Высотная — ул.Тотмина
- № 14. Железнодорожный вокзал — Северный

Путь следования: Красная площадь — ул. Маркса (обратно ул. Ленина) — ул. Белинского — ул. Партизана Железняка — пр. Металлургов — ул. Краснодарская — пр. Комсомольский — ул.им.9 Мая
- № 15. Железнодорожный вокзал — Госуниверситет (Сибирский федеральный университет)

Путь следования: Красная площадь — ул. Робеспьера (обратно ул. Профсоюзов) — ул. Республики — ул. Маерчака — пр. Свободный
- № 15. Речной вокзал — Госуниверситет (Сибирский федеральный университет)

Путь следования: ул.П.Коммуны — ул. Ленина (обратно ул. К.Маркса) — ул. Робеспьера (обратно ул. Профсоюзов) — ул. Республики — ул. Маерчака — пр. Свободный
- №15. БСМП — Спортзал

Путь следования: улица Забобонова - улица Крупской —  Высотная улица — проспект Михаила Годенко (обратно следует проспект Михаила Годенко —  Свободный проспект —  Лесопарковая ул. — ул. Забобонова) — ул. Копылова — ул. Профсоюзов — Красная площадь — ул. Карла Маркса (обратно ул. Ленина) — ул. Ефима Белинского — ул. Партизана Железняка — проспект Металлургов — улица Тельмана — Новгородская улица
- № 16. Железнодорожный вокзал — Предмостная площадь

Путь следования: Красная площадь — ул. Маркса (обратно ул. Ленина) — ул. Вейнбаума — Коммунальный мост — Предмостная площадь
- № 16. Железнодорожный вокзал — ХМЗ

Путь следования: Красная площадь — ул. Маркса (обратно ул. Ленина) — ул. Вейнбаума — Коммунальный мост — Предмостная площадь — ул. Матросова
- № 17. Автовокзал «Северный» — ХМЗ

Путь следования: ул. Аэровокзальная — ул. Партизана Железняка — ул. Ленина (обратно ул. Маркса) — ул. Вейнбаума — Коммунальный мост — Предмостная площадь — ул. Матросова

### Эпизодические маршруты
(действовали непродолжительный период в разное время)
- 1 Студгородок — Автовокзал «Северный»

Путь следования: Киренского — Копылова — Карла Маркса (обратно ул. Ленина) — Белинского.
- № 5а. Студгородок — ХМЗ

Путь следования: пр. Свободный — ул. Профсоюзов (обратно ул. Робеспьера) — Красная площадь — ул. Маркса (обратно ул. Ленина) — ул. Вейнбаума — Коммунальный мост — Предмостная площадь — ул. Матросова.
- № 6а. Ветлужанка — Красная площадь

Путь следования: ул. Гусарова — ул. Мирошниченко — ул. Гусарова — ул. Высотная — пр. Октябрьский — ул. Копылова — ул. Профсоюзов.
- № 13а. Ветлужанка — Железнодорожный вокзал

Путь следования: ул. Гусарова — ул. Мирошниченко — ул. Гусарова — ул. Высотная — пр. Октябрьский — ул. Копылова — ул. Профсоюзов (обратно ул. Робеспьера) — ул. Братьев Абалаковых
- № 18. Железнодорожный вокзал — ХМЗ

Путь следования: Красная площадь — ул. Маркса (обратно ул. Ленина) — ул. Вейнбаума — Коммунальный мост — Предмостная площадь — ул. Матросова (действовал непродолжительное время в период, когда маршрут № 16 курсировал до Предмостной площади)
- № 19. Ветлужанка — Автовокзал «Северный»

Путь следования: ул. Гусарова — ул. Мирошниченко — ул. Гусарова — ул. Высотная — пр. Свободный — ул. Маерчака — ул. Профсоюзов — Красная площадь — ул. Маркса (обратно ул. Ленина) — ул. Белинского — ул. Партизана Железняка — ул. Аэровокзальная
- № 21. Железнодорожный вокзал — 10-й микрорайон

Путь следования: Красная площадь — ул. Маркса (обратно ул. Ленина) — ул. Белинского — ул. Партизана Железняка — пр. Металлургов — ул. Краснодарская — ул. Воронова
- № 22. Ветлужанка — Студгородок

Путь следования: ул. Гусарова — ул. Мирошниченко — ул. Гусарова — ул. Высотная — пр. Свободный — ул. Киренского
- б/н. Академия Биатлона — Микрорайон «Солнечный»

Путь следования: улица Биатлонная — проспект Свободный — улица Маерчака — Красная площадь —  улица Робеспьера — проспект Мира (обратно по улице Ленина) — улица Сурикова —  улица Ефима Белинского — улица Партизана Железняка —  Краснодарская улица — Комсомольский проспект — улица 9 Мая -— Енисейский тракт — проспект 60 лет образования СССР

## Перспективы развития
1. Строительство троллейбусной линии по трассе Семафорная ул. — Судостроительная ул. — ЛДК, с возможным продлением в микрорайон «Тихие зори».[6]
2. Строительство троллейбусной линии в микрорайон Мясокомбинат[7]
3. Строительство троллейбусной линии по улице 9 Мая[7]
4. Строительство троллейбусных линий в жилом районе «Солнечный»

## Подвижной состав
Изначально — МТБ-82Д, позже — ЗиУ-5, ЗиУ-682, ЗиУ-683, ЗиУ-620520, а также в 80-е годы 4 троллейбуса ЗиУ-682С (№ 1113, 2036, 2037, 2064) и ЗиУ-682В10 (№ 1121, №2080)
В настоящее время(на 01.01.2024):
ВМЗ-5298.01 «Авангард» 55 шт. (№2020 — 2074);
ПКТС-6281.00 «Адмирал» 23 шт. (№2201 — 2220, 2233 — 2235);
ПКТС-6281.01 «Адмирал» 12 шт. (№2221 — 2232);
БКМ-321 20 шт. (№1075-1094);
ТролЗа-5265.02 «Мегаполис» 1 шт. (№2019);
ИТОГО: 111 шт.